# Peggy Lee
Peggy Lee (Jamestown, 26 de maio de 1920 — Bel Air, Los Angeles, 21 de janeiro de 2002), nome artístico de Norma Deloris Egstrom, foi uma cantora de jazz tradicional estadunidense conhecida por interpretar as canções "Is That All There Is?" e "Fever". Ao longo de uma carreira de mais de cinco décadas, Peggy gravou mais de 600 canções e chegou a ser comparada às mais importantes cantoras norte-americanas de sua época, como Billie Holiday e Bessie Smith.

## Biografia
Nascida Norma Deloris Egstrom em Jamestown, Dacota do Norte. Conhecida como uma das mais importantes influências musicais do século XX, Lee é citada como inspiração para vários artistas, como Bobby Darin, Paul McCartney, Anni-Frid "Frida" Lyngstad (do ABBA), Bette Midler, Madonna, K. D. Lang, Elvis Costello, Dusty Springfield, Dr. John, Christina Aguilera entre outros.
Como escritora, colaborou com seu ex marido Dave Barbour, Sonny Burke, Victor Young, Francis Lai, Dave Grusin, John Chiodini, e o Duque Ellington, que diz "If I'm the Duke, then Peggy's the Queen" ("Se eu sou o Duque, então Peggy é a rainha").
Como atriz, foi indicada a um Oscar Academy Awards por seu papel em Pete Kelly's Blues.
Frank Sinatra, Ella Fitzgerald, Judy Garland, Dean Martin, Bing Crosby e Louis Armstrong todos citaram Lee como um de seus cantores favoritos.
Peggy Lee faleceu em sua casa, em 21 de janeiro de 2002, aos 81 anos. Ela foi cremada e suas cinzas depositadas em um monumento no The Garden of Serenity no Westwood Village Memorial Park Cemetery.

## Filmografia
- The Powers Girl - 1943
- Banquet of Melody - 1946
- Midnight Serenade - 1947 (sendo divulgado em 1952)
- Jazz Ball - 1947 (sendo divulgado em 1956)
- Peggy Lee and The Dave Barbour Quartet - 1950
- Mr. Music - 1950
- The Jazz Singer - 1952
- Pete Kelly´s Blues - 1955
- Celebrity Art - 1973

## Discografia

### Capitol Records
- 1948 Rendezvous with Peggy Lee (set of 78s: 6 músicas)
- 1952 Rendezvous with Peggy Lee (10-inch LP: 8 músicas; 12-inch LP: 12 músicas)

### Decca Records
- 1953 Black Coffee (10-inch version)
- 1954 Songs in an Intimate Style
- 1954 Selections from Irving Berlin's 'White Christmas']] (c/ Bing Crosby and Danny Kaye)
- 1955 Songs from Pete Kelly's Blues' (c/ Ella Fitzgerald)
- 1956 Black Coffee (12-inch version)
- 1957 Dream Street
- 1957 Songs from Walt Disney's "Lady and the Tramp"
- 1958 Sea Shells (recorded 1955)
- 1959 Miss Wonderful (recorded 1956)

### Capitol Records
- 1957 The Man I Love
- 1959 Jump for Joy
- 1959 Things Are Swingin'
- 1959 I Like Men!
- 1959 Beauty and the Beat!
- 1960 Latin ala Lee!
- 1960 All Aglow Again!
- 1960 Pretty Eyes
- 1960 Christmas Carousel
- 1960 Olé ala Lee
- 1961 Basin Street East Proudly Presents Miss Peggy Lee
- 1961 If You Go
- 1962 Blues Cross Country
- 1962 Bewitching-Lee
- 1962 Sugar 'N' Spice
- 1963 Mink Jazz
- 1963 I'm a Woman
- 1964 In Love Again!
- 1964 In the Name of Love
- 1965 Pass Me By
- 1965 Then Was Then - Now Is Now!
- 1966 Guitars A là Lee
- 1966 Big $pender
- 1967 Extra Special!
- 1967 Somethin' Groovy!
- 1968 2 Shows Nightly
- 1969 A Natural Woman
- 1969 Is That All There Is?
- 1970 Bridge Over Troubled Water
- 1970 Make It With You
- 1971 Where Did They Go
- 1972 Norma Deloris Egstrom from Jamestown, North Dakota

### 1974em diante
- 1974 Let's Love
- 1975 Mirrors
- 1977 Live Live in London
- 1977 Peggy
- 1979 Close Enough for Love
- 1988 Miss Peggy Lee Sings the Blues
- 1990 The Peggy Lee Songbook: There'll Be Another Spring
- 1993 Love Held Lightly: Rare Songs by Harold Arlen (rec. 1988)
- 1993 Moments Like This